# Mariusz Witecki
Mariusz Witecki (Kielce, Polonia, 10 de mayo de 1981) es un ciclista polaco, miembro del equipo Bank BGŻ.

## Palmarés
2004
- Memorial Andrzeja Trochanowskiego

2006
- Campeonato de Polonia de Ciclismo en Ruta

2008
- 1 etapa del Baltyk-Karkonosze Tour
- Puchar Uzdrowisk Karpackich

2009
- Szlakiem Grodów Piastowskich

2010
- Memorial Henryka Lasaka
- 2º del Campeonato de Polonia de Ciclismo en Ruta

2012
- Carrera de la Solidaridad y de los Campeones Olímpicos